# Proteidae
Proteidae là một họ động vật lưỡng cư trong bộ Caudata. Họ này có 6 loài.

## Phân loại học
Họ Proteidae gồm các chi loài sau:
- Chi Necturus, Rafinesque, 1819
  - Necturus alabamensis, Viosca, 1937
  - Necturus beyeri, Viosca, 1937
  - Necturus lewisi, Brimley, 1924
  - Necturus maculosus, Rafinesque, 1818
  - Necturus punctatus, Gibbes, 1850
- Chi Proteus, Laurenti, 1768
  - Proteus anguinus, Laurenti, 1768
  - †Proteus bavaricus[2]
- Chi †Orthophyia
  - Orthophyia longa[2]
- Chi †Mioproteus
  - †Mioproteus caucasicus[2]
  - †Mioproteus wezei[2]

## Hình ảnh

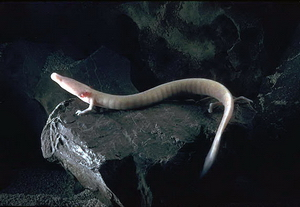
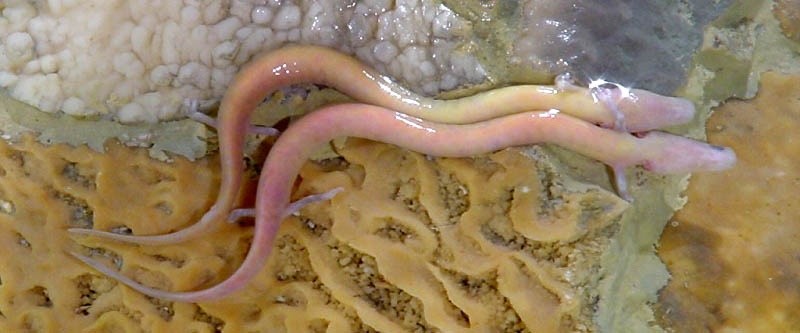
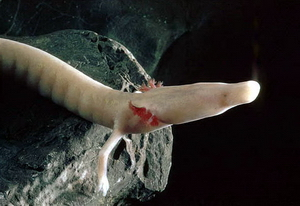
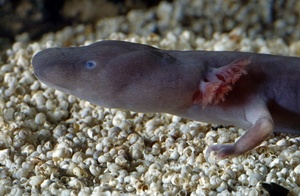